# لو روسيلي
لو روسيلي (بالإنجليزية: Lou Rosselli)‏ هو مصارع هاوي أمريكي، ولد في 13 يوليو 1970 في نيويورك في الولايات المتحدة.

## وصلات خارجية
- لو روسيلي على موقع قاعدة بيانات المصارعة الدولية (الإنجليزية)
- لو روسيلي على موقع أوليمبيديا (الإنجليزية)